# 戦慄怪奇ファイル コワすぎ!史上最恐の劇場版
『戦慄怪奇ファイル コワすぎ！史上最恐の劇場版』（せんりつかいきファイル コワすぎ！ しじょうさいきょうのげきじょうばん）は、2014年5月3日に公開された日本のホラー映画。

## 概要
モキュメンタリー形式のホラー作品、『戦慄怪奇ファイル コワすぎ!』シリーズの第6弾で、初の劇場上映作品。
2014年5月3日に初上映され、渋谷アップリンクでの初日舞台挨拶には白石晃士、大迫茂生、久保山智夏、小明が壇上に立った。同年5月5日には白石晃士と金子修介によるトークショーが行われた。関西地区はシネリーブル梅田で5月24日から30日まで、中部地区はシネマスコーレで6月14日から20日まで上映された。
『史上最恐の劇場版』公開記念 “コワすぎ!祭”では戦慄怪奇ファイルコワすぎ!シリーズ作品『FILE-02【震える幽霊】』、『FILE-03【人喰い河童伝説】』、『FILE-04【真相!トイレの花子さん】』、『劇場版・序章【新説・四谷怪談 お岩の呪い】』も上映され、監督手製の『戦慄怪奇ファイルコワすぎ!史上最恐の劇場版非公式報告書』が販売された。同年7月2日にはDVDとBlu-ray Discが発売された。
本作に登場する「タタリ村」は、都市伝説の杉沢村伝説を参考にしている。世界観をリセットした『超コワすぎ!』内では『FILE-06【発狂寸前！呪いの村】』として発売されたことになっている。

## あらすじ
一度訪れたら全員が発狂し失踪、または死んでしまうという山奥の廃村「タタリ村」に関する投稿動画が送られてきた。ディレクターの工藤は、この取材を劇場版作品として取材・制作することを決意。浄霊師、科学者、アイドルなどの豪華なキャスティングで撮影収録に出かけるが、同行者が次々と発狂、消失してしまい、ついに工藤たちだけが残される。
下山した工藤たちは、タタリ村について調査を開始、そこで旧日本軍が極秘に霊体兵器「鬼神兵」を研究・開発していたことを突き止める。さらに、鬼神兵元関係者の家で、「先生」が鬼神兵の研究者の息子であり、鬼神兵の復活を目論んでいること、「夕子」が先生の手によって鬼神兵の細胞から創り出された存在であること、そして工藤の両親もまた研究・開発に関わっていたことを知る。
鬼神兵の復活を阻止すべく、再びタタリ村に向かった工藤たちだが、その行く手に先生が立ち塞がる。工藤が先生をバットで殴り倒し、市川がその死体にナイフを突き立てると、工藤たちは突如出現した異界に飲み込まれ、市川は死んだはずの先生によって首を切断されてしまう。異界の空間を抜けた工藤は、そこで幼い自分自身と若き頃の両親に出会う。鬼神兵の製作を中止するよう必死に説得する工藤だが、両親は聞き入れずに失敗。逆上した工藤は自らの手で両親を刺殺してしまう。人外の存在と化した市川の力を借りて元の世界に戻った工藤と田代だが、既に鬼神兵は復活しており、工藤は体内に取り込んでいた呪いの髪飾りの力を解放し巨大化。鬼神兵に立ち向かうが敗北し、市川と共に異界に送られてしまうのだった。
後日、一人残されたカメラマンの田代が上空にカメラを向けると、そこには巨大な人型の物体が浮遊していた。

## キャスト
- 工藤仁：大迫茂生
- 市川実穂：久保山智夏
- 田代正嗣：白石晃士
- 宇龍院道玄：宇賀神明宏

工藤たちの用心棒としてタタリ村に向かう。工藤は道玄の力を過大評価していたが、道玄自身は自分の力が異界の神には及ばず、他人も守れないことをあらかじめ警告していた。異界の神を目撃し、発狂。体を乗っ取られて死亡する最初の犠牲者となってしまう。
白石監督曰く、道玄は異界の存在と自分の身の程を知っており、例えるなら「アリがゾウに立ち向かうようなもの」であったという
- 物理学者 斉藤雅彦：金子二郎

怪奇現象を科学的に検証するため呼ばれ、道玄とは意見が対立しがち。科学者であるにもかかわらず、科学的に説明できないことを機械の故障のせいにしたり、プラズマ現象で片付けようとしたため、工藤の逆鱗に触れる。その後は工藤の手下のような扱いになり、道玄探索に向かう。道玄が死亡したことが分かり、下山しようとしたが、既に斉藤自身も祟られており、発狂して自らの手で両眼を抉った後に失踪する。
- 小明：小明

ホラー番組にはアイドルは付き物、ということで工藤に呼ばれる。マネージャーからは「バラエティ番組のノリで」とだけ伝えられており、投稿者のビデオを見せられて多少ひいていた。タタリ村で異界の神々の依り代となり、発狂して工藤たちの前から姿を消した。
- 投稿者 兼子勝(エンドクレジットでは金子と表記)：金子鈴幸
- 投稿者 兼子勝の友人 大畑奈々：大畠奈菜子

自称「コワすぎ！ファン」の兼子とその友人。タタリ村の噂を聞き、自分で体験して投稿しようと訪れる。しかし、奈々は現地で祟られ、橋から川へ飛び込み失踪。兼子もまた精神を病み、工藤たちが訪問した際に意味不明な発言を繰り返した後、自分の首を包丁で切りつける奇行に及ぶ。工藤たちの制止もあり傷は浅かったが、入院先の病院からいつの間にか失踪してしまう。
- 吉田経人：吉田悠軌

心霊研究家。タタリ村について、呪術師の集団が作り上げた村で、その村の出身である鶴屋南北も呪術師であると考えている。
- 鬼神兵製造の関係者：五頭岳夫

元防衛省幹部から情報を聞き出した工藤の訪問を受ける。その場で鬼神兵の8ミリフィルムの映像を見せるとともに、「先生」や工藤の両親が鬼神兵製造の関係者であることを伝え、その息子である工藤に「運命に従え」と鬼神兵復活の手伝いをするように勧める。しかし、工藤は「運命に逆らえ」という声に従い、彼を殴打してその場を去った。
- 元防衛省幹部：平川和宏

タタリ村について調べていた工藤が拉致される。なかなか口を割らない態度に業を煮やした工藤にバットで殴打された。
- 真野夕子：はるうらら
- 先生：藤原章

『FILE-02』で登場していた謎の男。本作で、その正体が鬼神兵の製造者の息子であり、終戦後もなお鬼神兵製造を試みていることが明らかになる。タタリ村を再訪した工藤たちの前に現れるが、抵抗することなく撲殺される。彼の死体を市川が切り刻むと、体内から異形の物体が飛び出し、工藤の頬に大きな傷をつけた。
- 工藤仁の父：大蔵省
- 工藤仁の母：西山真來

工藤が小さな頃に「頬に大きな傷のある通り魔」に殺されたと記憶されていた。本作にて、実は鬼神兵の研究・開発に関わっていることが明らかになる。時間を跳躍して再会した大人の工藤と再会、彼から鬼神兵と関わることを止めるように求められるが、それを聞き入れなかったため逆上した工藤に刺殺される。

## スタッフ
- 監督・脚本・撮影・VFX：白石晃士
- 製作統括：原啓二郎
- プロデューサー：三上真弘、田坂公章
- 助監督：中川究矢
- 音響監督：中川究矢
- 録音：根本飛鳥
- 特殊造形：相蘇敬介
- イラスト：相蘇敬介
- 編集：宮崎歩
- 予告編：宮崎歩
- スチール：伴貞良
- 制作主任：小谷不充穂
- 監督助手：谷口恒平
- メイキング：谷口恒平
- ヘアメイク応援：村木アケミ
- 録音応援：乙幡優
- 特殊造形助手：堤瑠衣子、根岸弥生
- 制作進行見習い：加藤誠
- 制作デスク：立石倫子
- 制作：ビデオプランニング
- 製作：ニューセレクト
- 配給：「戦慄怪奇ファイル コワすぎ!」上映委員会